# Бала, Юрий Михайлович
Юрий Михайлович Ба́ла (1924 — 1991) — советский кардиолог, педагог

## Биография
Родился 27 марта 1924 года в селе Новое Мисто (ныне Монастырищенский район, Черкасская область, Украина). Окончил лечебный факультет ВГМИ (1945). В 1945 году врач 25 гв. тяжёло-бомбардировочного полка авиационного  1 БФ. Ординатор, ассистент кафедры госпитальной терапии (1951—1965), заведующий кафедрой факультетской терапии (1965—1972), госпитальной терапии (1972—1991) ВГМИ имени Н. Н. Бурденко. Председатель правления Воронежского областного общества терапевтов. Доктор медицинских наук (1960), профессор (1961).
Автор более 230 работ по вопросам диагностики, лечения и профилактики заболеваний сердечно-сосудистой системы, болезней крови, в том числе книг: «Микроэлементы в гематологии и кардиологии» (Воронеж, 1965), «Количественная пространственная векторная электрокардиография» (Воронеж,1968), «Микроэлементы в клинике внутренних болезней» (Воронеж, 1973), «Атлас практической электрокардиографии» (Воронеж, 1983). 
Умер 27 декабря 1991 года. Похоронен в Воронеже на Коминтерновском кладбище. 

## Награды и звания
- заслуженный деятель науки РСФСР (1985)
- орден Октябрьской Революции
- орден Отечественной войны II степени (6.4.1985)
- орден Дружбы народов
- медали